# Changchunjie
Changchunjie (in cinese: 长椿街站S, Chángchūnjiē zhànP), in italiano Via Changchun, è una stazione della linea 2 della metropolitana di Pechino.

## Storia

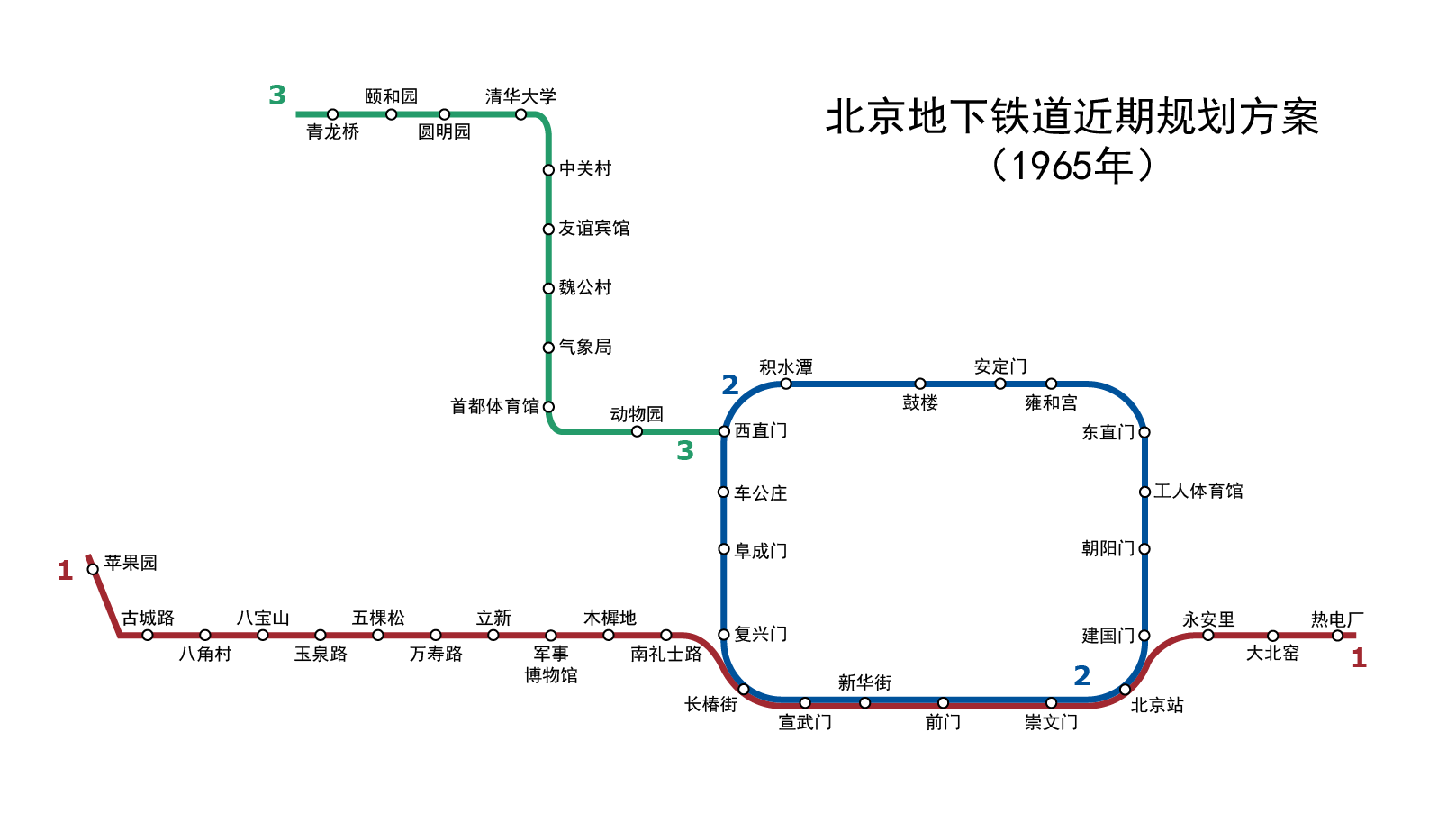
Progetto della metropolitana di Pechino al 1965. Il percorso rosso indica l'attuale linea 1, mentre quello blu la linea 2.

Nel 1965, il Comitato Centrale del Partito Comunista Cinese approvò il Rapporto sulla costruzione della metropolitana di Pechino, che definiva chiaramente il piano per realizzare le prime stazioni della metropolitana, tra cui la stazione di Changchunjie.
Il 15 gennaio 1971 aprì al pubblico la linea della prima fase della metropolitana di Pechino, nella tratta tra la stazione di Gongzhufen (linea 1) e la stazione ferroviaria di Pechino Centrale (oggi parte della linea 2). In quella tratta insisteva anche la stazione di Changchunjie che divenne, quindi, una delle prima stazioni realizzate in Cina.
Il 20 settembre 1984 entrano in funzione 12 stazioni di quella che era stata definita la linea della seconda fase (oggi linea 2), nel tratto compreso tra Fuxingmen e Jianguomen. Il 28 dicembre 1987, nell'ambito della riorganizzazione delle linee della prima e della seconda fase della metropolitana di Pechino, la stazione di Changchunjie venne inclusa nell'anello della linea circolare. Da quel momento la linea della prima fase venne indicata come linea 1 e quella della seconda fase come linea circolare.
Il 1° gennaio 2002 la "linea circolare di Pechino" viene ufficialmente ridenominata linea 2.

## Origine del nome
La stazione di Changchunjie prende il nome dal vicino Tempio di Changchun, costruito durante il regno di Wanli della dinastia Ming (1592). La madre imperiale Xiaoding vi fece risiedere il maestro buddhista Shuizhai, e l’imperatore Wanli gli conferì il nome di “Tempio Changchun” (che letteralmente significa “longevità perenne”) come auspicio di lunga vita per la madre. Durante il regno di Qianlong della dinastia Qing (1756) il tempio fu restaurato, assumendo un aspetto imponente, che si è in buona parte conservato fino a oggi.
Negli anni, le vie intorno al tempio assunsero diverse denominazioni ma, nel 1965, le diverse strade furono unite e ribattezzate con l’attuale nome di Changchunjie.

## Posizione

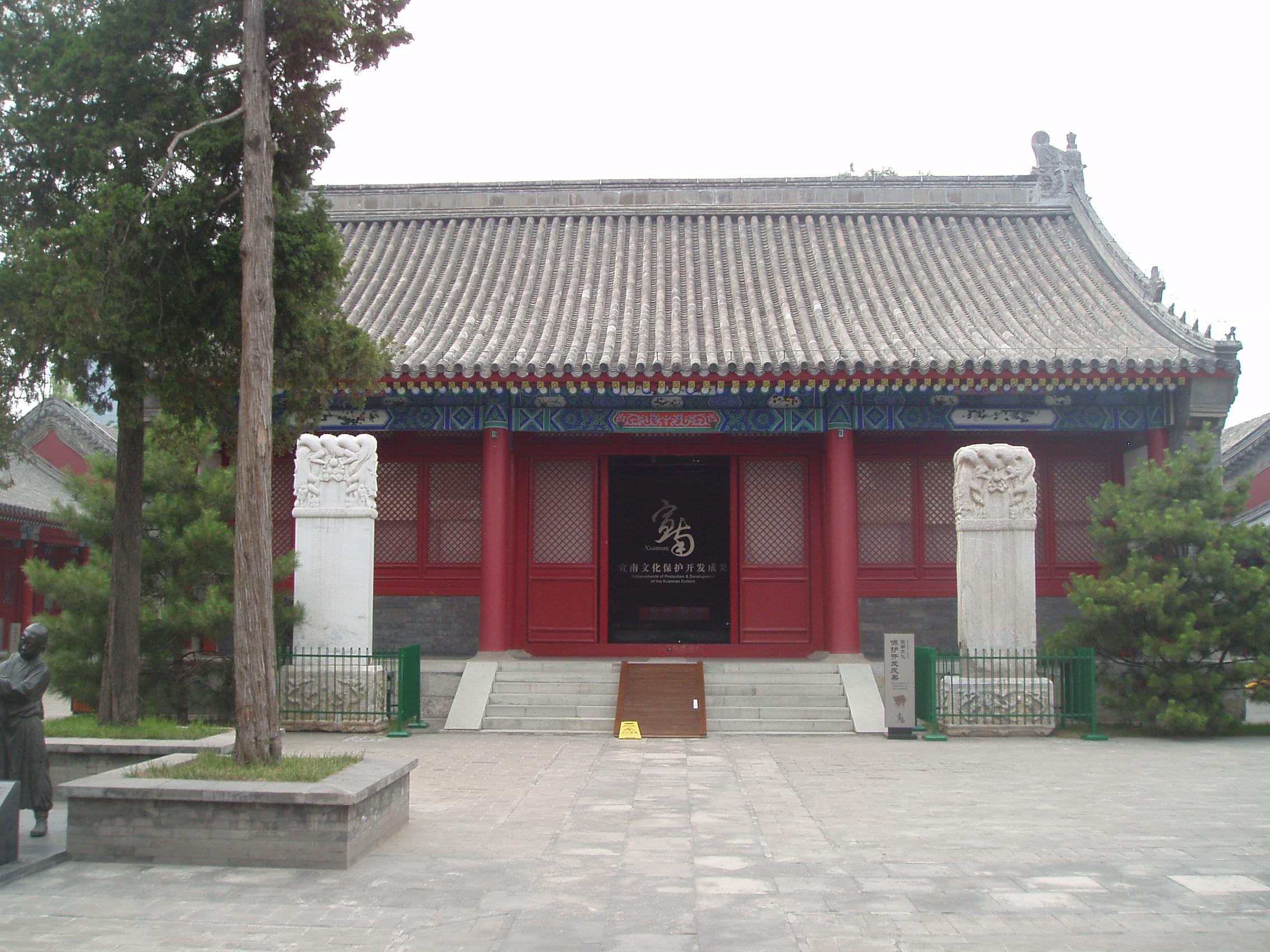
Il Tempio di Changchun, da cui la via e la stazione prendono il nome.

La stazione si trova nel distretto di Xicheng, tra Xuanwumen West Street e Changchun Street, nell'area sud-ovest del centro di Pechino.

## Struttura e impianti
La stazione di Changchunjie è una stazione sotterranea strutturata in due piani interrati: al primo piano interrato è stato disposto l'atrio, con la biglietteria e il punto informazioni, mentre al secondo piano sotterraneo è stata costruita la banchina, la quale presenta una struttura a isola.
La stazione presenta otto accessi, indicati con le lettere A1, A2, B1, B2, C1, C2, D1 e D2.

## Servizi
La stazione dispone di:
- Accessibilità per portatori di handicap (solo ingresso B1)
- Emettitrice automatica biglietti
- Ascensori
- Servizi igienici
- Sportello automatico
- Stazione video sorvegliata
- Ufficio polizia

### Orari
Essendo una linea circolare, la linea 2 dispone di due percorsi concentrici che operano come segue:
- L'anello interno, da Jishuitan direzione Dongzhimen e Fuxingmen, con tratte ridotte che terminano a Xizhimen.
- L'anello esterno, da Xizhimen direzione Fuxingmen e Dongzhimen, con tratte ridotte che terminano a Jishuitan.

Per il servizio dell'anello interno, la prima corsa da Changchunjie parte alle 5:22 mentre l'ultimo treno che esegue il percorso completo è alle 22:49. Per le tratte ridotte, l'ultimo treno con destinazione finale Xizhimen è previsto alle 23:34.
Riguardo l'anello esterno, la prima corsa è alle 5:19 mentre l'ultimo treno che esegue il percorso completo è previsto alle 22:24. L'ultima corsa ridotta fino a Jishuitan parte da Changchunjie alle 23:09.

## Interscambi
- Fermata autobus